# Etsi Ki Etsi
«Etsi Ki Etsi» (en griego: "Έτσι Κι Έτσι"; en español: "Así, así") es el séptimo sencillo promocional de la cantante griega Helena Paparizou para su sexto álbum en griego, Ouranio Toxo. Fue publicado por primera vez junto al videoclip, el mismo día del lanzamiento del álbum, 15 de diciembre de 2017, aunque la canción fue enviada a las radios griegas para su promoción como sencillo oficial, un mes después.

## Posicionamiento
| Listas         | Posición más alta |
| -------------- | ----------------- |
| Airplay Grecia | 4                 |